# Amour Fou (1969)
Amour Fou (Originaltitel: L’Amour fou) ist ein französischer Spielfilm aus dem Jahre 1969 von Jacques Rivette. In den Hauptrollen spielen Bulle Ogier und Jean-Pierre Kalfon. Die deutsche Erstaufführung des Films fand am 16. Mai 1970 im WDR-Fernsehen statt.
Während der Proben zu Andromache von Racine kommt es zu Spannungen zwischen Hauptdarstellerin Claire und Regisseur Sébastien, die miteinander verheiratet sind. Der Film konzentriert sich auf einen langen Kreislauf der Selbstzerstörung in deren Beziehung. Dabei übertragen auch die anderen Schauspieler ihre Rollen aus Racines Stück in ihr tägliches Leben.

## Handlung
Die Handlung des Films spielt in einem Zeitraum von knapp drei Wochen. In einer Art Dokumentarfilm schildert er die täglichen Begebenheit bei den Proben, aber auch in den Pausen, bei privaten Gesprächen, in den Hotelzimmern oder der Freizeit. Manche Tage werden durch einen Zwischentitel identifiziert, in den meisten Fällen trennen nur ein paar Sekunden Schwarzfilm einen Tag vom darauffolgenden. Die erste Tagesangabe ist „lundi 14“ (also „Montag, der 14.“ – ohne Monat und Jahr), die letzte „vendredi 1“ (also „Freitag, der 1.“ – des Folgemonats). Dieser gesamte chronologische Ablauf bildet eine einzige lange Rückblende. So beginnt der Film vor dem ersten Zwischentitel, mit drei kurzen Ausschnitten aus Szenen, die unmittelbar vor dem Schluss spielen: Die vom Premierenpublikum spärlich besetzten Reihen rund um die Bühne und die Schauspieler, in der Garderobe, in ihren Kostümen; Claire, am Fenster eines fahrenden Zuges; Sébastien, in der verwüsteten Wohnung, der Claires Stimme auf einer Tonbandaufnahme anhört.

## Hintergrund
Die Dreharbeiten von Amour Fou fanden im Juli und August 1967 statt. Drehort der Theaterproben war der Innenraum des Palais des Sports in Neuilly. Die Szenen in der Wohnung von Sébastien und Claire wurden in einem Appartement in der Pariser Rue de Turbigo gedreht. Standfotograf des Films war Pierre Zucca.
Die Proben der Theatergruppe wurden von einem Fernsehteam aufgenommen, dessen Leiter und dessen Kameramann sich immer in unmittelbarer Nähe der Schauspieler auf der Bühne aufhalten. Einerseits werden sie, dadurch dass sie selbst bei ihrer Arbeit zu sehen sind, zu Darstellern des Films, andererseits sind Aufnahmen des Fernseh-Kameramanns, gedreht im 16-mm-Format, sowie auch Interviews des Fernseh-Regisseurs mit Schauspielern in den Film montiert. Das TV-Team, das die Probenarbeiten mit 16-mm-Filmaufnahmen dokumentiert und dessen Regisseur von André S. Labarthe dargestellt wird, arbeitet für eine fiktive Fernsehreihe mit dem Namen „Théâtre de notre temps“ (Theater unserer Zeit).  Tatsächlich hatte Labarthe – gemeinsam mit Janine Bazin – Mitte der 1960er Jahre die reale Fernsehreihe „Cinéastes de notre temps“ (Cinéasten unserer Zeit) ins Leben gerufen.
Drei der Darsteller – Jean-Pierre Kalfon, Michèle Moretti und Bulle Ogier – kannten sich vor den Dreharbeiten bereits aus der Theatergruppe von Marc’O.
Bei den 76. Internationalen Filmfestspielen von Cannes wurde die Reihe „Cannes Classics“ am 16. Mai 2023 mit einer im 4K-Format restaurierten Version von Rivettes Amour Fou eröffnet.

## Filmfiguren und ihre Rollen inAndromache
Sébastien → Pyrrhus (und Regisseur)

Marta → Hermione

Célia → Andromache

Françoise → Cleone

Madly → Cephisa

Yves → Orest

Dennis → Pylades

Michel → Phoenix

(sowie Michèle → Regie-Assistentin)

## Kritik
Das Lexikon des internationalen Films schrieb: „In langen, oft ungeschnittenen Bildfolgen beobachtet die Kamera die Auseinandersetzungen des zerstrittenen Paares, die von Bildern einer Theaterprobe zu Racines 'Andromaque' unterbrochen und kommentiert werden. Aus dem Geflecht aus Fiktion und Wirklichkeit ergibt sich in diesem improvisierten Film ein sehr intimes, sehr intelligentes Journal über die Beziehungen zwischen Kunst und Leben.“
Evangelischer Filmbeobachter nannte das Werk einen „Film über die Wechselbeziehung zwischen einem künstlerischen Entstehungsprozeß und dem gleichzeitigen Auseinanderfallen einer Ehe. Trotz einiger Schwächen ein differenziert-interessantes Seelen-Panorama.“
viennale.at beurteilte den Film als: „komplex-verschachtelte Liebesgeschichte eines jungen Paares: Sébastien ist Theaterregisseur, seine Frau Claire Schauspielerin. Claire löst sich vom Ensemble, verliert sich im Ennui und wird eifersüchtig auf die Arbeit ihres Mannes. Zunehmende Verzweiflung und eskalierende Hassliebe münden in ein Schauspiel der Selbstzerstörung. Buchstäblich, denn die Auseinandersetzungen der beiden werden immer wieder kommentierend unterbrochen von Bildern einer Theaterprobe von Racines Andromaque – über die wiederum ein Team des französischen Fernsehens einen Dokumentarbericht dreht. Ein so intimes wie intellektuelles Journal über die Beziehungen zwischen Kunst und Leben.“

## Film
- Robert Fischer: Le Cinéma en jeu: L’Amour fou de Jacques Rivette revisité (französisch). Darin Interviews mit Pascal Bonitzer, Antoine de Baecque, Jean-Pierre Kalfon und Sylvie Pierre sowie Archivmaterial von Interviews mit Rivette. Bonus auf der von Potemkine (Paris, 2024) herausgegebenen DVD von L'Amour fou.[13]